# Pierre Perin
Pierre Perin (ur. 20 lutego 2004) – belgijski siatkarz, reprezentant Belgii, grający na pozycji przyjmującego.
Jego ojciec Vincent od 2000 roku jest prezesem kobiecego i męskiego klubu Waremme Volley. Jego o 2 lata starszy brat Martin, również był siatkarzem, gdyż musiał zakończyć karierę siatkarską w młodym wieku z powodu problemów zdrowotnych.

## Udział siatkarza w międzynarodowych turniejach w reprezentacji Belgii[6]
Mistrzostwa Europy Kadetów
- 6. miejsce 2020

Mistrzostwa Europy Juniorów
- 4. miejsce 2022

Mistrzostwa Świata Juniorów
- 7. miejsce 2023[7]

Liga Europejska:
- 5. miejsce 2024[8]